# Eberhard Jäckel

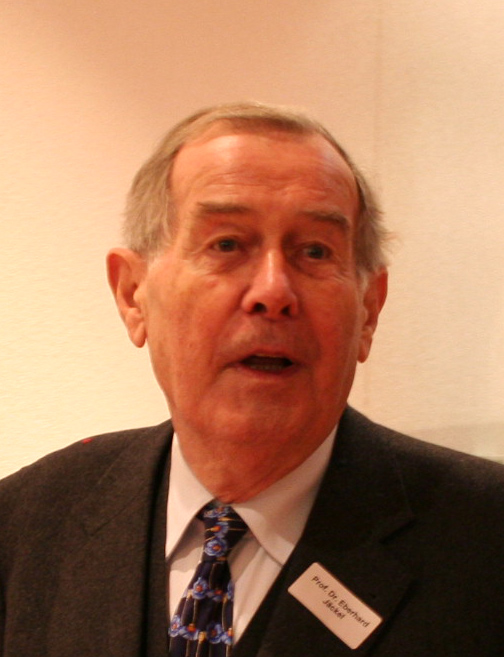
Eberhard Jäckel (2009)

Eberhard Jäckel (* 29. Juni 1929 in Wesermünde; † 15. August 2017 in Bühlerhöhe) war ein deutscher Historiker, der vor allem zum Nationalsozialismus forschte und publizierte. Von 1967 bis 1997 lehrte er als ordentlicher Professor für Neuere Geschichte an der Universität Stuttgart.

## Leben und Wirken
Eberhard Jäckel wurde als Sohn des Diplom-Ingenieurs Wilhelm Jäckel und dessen Ehefrau Margarete Jäckel, geborene Hellweg, 1929 in Wesermünde (heute Bremerhaven) geboren. Sein Bruder, der Jurist und Politikwissenschaftler Hartmut Jäckel, wurde 1930 geboren. Er war evangelisch und besuchte die humanistischen Gymnasien in Dortmund und Fulda sowie das Gymnasium Laurentianum in Arnsberg (Westfalen). Dort legte er 1949 das Abitur ab. Anschließend studierte er ab demselben Jahr Geschichte und Klassische Philologie an den Universitäten Göttingen und Tübingen. 1951 wechselte er an die Universität Freiburg im Breisgau, wo er Geschichte und Öffentliches Recht studierte. Zwischen 1952 und 1954 erfolgten Studienaufenthalte an der University of Florida (USA) und am Institut d’Etudes Politiques in Paris. 1955 schloss er sein Studium ab und wurde im Juni desselben Jahres bei Gerhard Ritter in Freiburg mit einer Arbeit über Christentum und Heidentum in der „Utopia“ des Thomas Morus zum Doktor der Philosophie (Dr. phil.) promoviert. Er wechselte 1955 als Wissenschaftlicher Assistent an die Universität Kiel und habilitierte sich dort 1961 über Adolf Hitlers Frankreichpolitik. Als Privatdozent blieb er von 1961 bis 1966 an der der Kieler Universität. Er war 1962/1963 Gastprofessor im indischen Chandigarh
Von 1967 bis zur Emeritierung 1997 wirkte er als ordentlicher Professor für Neuere Geschichte an der Universität Stuttgart. In dieser Zeit war er auch als Gastsprofessor 1967/1968 in Oxford (England) und 1972/1973 in Tel Aviv (Israel) tätig. 1969/1970 und 1971 war er in Stuttgart Dekan der Fakultät Geschichts-, Sozial- und Wirtschaftswissenschaften.
Seit 1967 Mitglied der SPD, engagierte Jäckel sich 1968 in der Wählerinitiative für Willy Brandt. Seit 1974 war er Mitglied im PEN-Zentrum Deutschland.
Einem breiten Publikum wurde Jäckel vor allem durch seine Beiträge zur Forschung über die Person Adolf Hitlers bekannt. Als bahnbrechend gilt sein 1969 erschienenes Buch Hitlers Weltanschauung. Sein Buch Frankreich in Hitlers Europa. Die deutsche Frankreichpolitik im 2. Weltkrieg ist auch heute noch das Standardwerk zur deutschen Frankreichpolitik im Zweiten Weltkrieg.
In der von Jäckel und Axel Kuhn herausgegebenen Quellensammlung Hitler. Sämtliche Aufzeichnungen 1905–1924 aus dem Jahr 1980 stellen von insgesamt 694 Dokumenten 76 Dokumente (ca. zehn Prozent) Fälschungen von Konrad Kujau dar, die Jäckel erworben hatte. Da sie aber oft nur einige Zeilen enthalten, machen die gefälschten Dokumente weniger als vier Prozent des Umfangs der Gesamtdokumente aus. Sie waren teilweise mit ebenfalls gefälschten Begleitschreiben der Reichsleitung der NSDAP versehen. Im Vorwort der Sammlung wird von „besonders wertvollen Schriftstücken“ und von fünfzig „teils besonders aufschlussreichen“ Dokumenten aus Privatbesitz gesprochen. Darunter sind Kriegsgedichte, die Hitler entweder selber verfasst oder nach Vorlagen abgeschrieben haben sollte. Eines der Gedichte erschien suspekt, weil es als erst 1936 verfasst galt. Daraufhin veröffentlichte Jäckel eine Warnung, dass einzelne Dokumente gefälscht oder zumindest zweifelhaft seien. Nach Aufdeckung der Affäre um die Hitler-Tagebücher, die Jäckel ebenfalls angeboten worden waren und die er anfangs für authentisch hielt, trat Jäckel als Zeuge auf. In einer anschließenden Veröffentlichung, die den Sachverhalt der Fälschungen beleuchtete, bezeichneten Jäckel und Axel Kuhn die in der Quellensammlung enthaltenen gefälschten Dokumente allerdings als überwiegend trivial und ohne neue wissenschaftliche Erkenntnismöglichkeit.
Jäckel gehörte zu den sogenannten Intentionalisten, das heißt, er war überzeugt, dass die Verbrechen im Nationalsozialismus auf Entscheidungen und Befehle Hitlers zurückgingen und aus bewusstem Handeln resultierten.
Das von Jäckel zusammen mit der Publizistin Lea Rosh auf Basis ihres gleichnamigen gemeinsamen Dokumentarfilms erstellte Buch Der Tod ist ein Meister aus Deutschland wurde 1990 mit dem Geschwister-Scholl-Preis ausgezeichnet. Mit Rosh regte er 1988 den Bau einer zentralen deutschen Holocaust-Gedenkstätte an, die schließlich 2005 in Berlin als Denkmal für die ermordeten Juden Europas eröffnet wurde.
2001 wurde ihm das Verdienstkreuz 1. Klasse des Verdienstordens der Bundesrepublik Deutschland verliehen „wegen seiner großen Verdienste bei der inhaltlichen Neukonzeption der Gedenkstätte Konzentrationslager Buchenwald“. Von 1994 bis 1999 war er Vorsitzender des wissenschaftlichen Kuratoriums der Stiftung Gedenkstätten Buchenwald und Dora-Mittelbau. Seit 1995 war er ordentliches Mitglied der Heidelberger Akademie der Wissenschaften und seit 2010 Mitglied im Kuratorium der Stiftung Ernst-Reuter-Archiv. Zudem war er auswärtiges Mitglied der Polnischen Akademie der Wissenschaften.
Im Historikerstreit des Jahres 1986 war Jäckel ein Verfechter der Beispiellosigkeit der Shoa (Jäckel vermied den Begriff „Holocaust“). Vergleiche mit dem Völkermord an den Armeniern 1915 oder den Indianerkriegen sah er als Relativierung der Shoa an. Zu den Unterschieden zwischen dem „Mord an den europäischen Juden“ und den Massakern an Armeniern gab er an, dass letztere „eher von Morden begleitete Evakuierungen“ gewesen seien und nur „im eigenen Lande“ – damit meinte er das Osmanische Reich – geschehen seien. Jäckel erklärte im Zusammenhang der Diskussion um ein Mahnmal der Bundesrepublik für die im Holocaust ermordeten europäischen Roma, es habe zwar eine „schreckliche Verfolgung der Zigeuner“ sowohl in Deutschland als auch in den von Deutschland besetzten Gebieten gegeben, es „verbiete sich“ aber die Gleichsetzung dieser Verfolgung mit dem Genozid an der jüdischen Minderheit.
Jäckel sprach sich gegen eine Pauschalverurteilung von DDR-Bürgern in Funktionen aus, einschließlich ehemaliger Mitarbeiter des MfS, und forderte stattdessen, ähnlich wie bei der Entnazifizierung nach 1945 zu fragen, „was jemand in dieser Funktion getan hat“.
Jäckel starb am 15. August 2017 im Alter von 88 Jahren in der Max Grundig Klinik Bühlerhöhe und wurde am 23. August 2017 auf dem Birkacher Friedhof beigesetzt.
In der britischen Fernsehserie Hitler zu verkaufen, die auf dem Sachbuch Selling Hitler von Robert Harris beruht, wird Jäckel von dem britischen Schauspieler John Golightly dargestellt.

## Schriften (Auswahl)
- Experimentum rationis. Christentum und Heidentum in der „Utopia“ des Thomas Morus. DNB 480577277 (Dissertation, Universität Freiburg (Breisgau) 1955).
- (Hrsg.): Die Deutsche Frage 1952–1956. Notenwechsel und Konferenzdokumente der vier Mächte. Metzner, Frankfurt am Main 1957.
- (Hrsg.): Die Schleswig-Frage seit 1945. Dokumente zur Rechtsstellung der Minderheiten beiderseits der deutsch-dänischen Grenze. Metzner, Frankfurt am Main 1959.
- Frankreich in Hitlers Europa. Die deutsche Frankreichpolitik im 2. Weltkrieg. DVA, Stuttgart 1966, DNB 457085479 (Zugleich Habilitationsschrift, Universität Kiel 1961). Erschienen auch in franzöischer Sprache.
- Hitlers Weltanschauung. Entwurf einer Herrschaft. Wunderlich, Tübingen 1969. Häufige Neuauflagen, erweiterte Neuausgabe 1981; zuletzt DVA, Stuttgart 1991, ISBN 3-421-06083-5; in mehreren Sprachen erschienen.
- Deutsche Parlamentsdebatten. 1970/1971.
- Hitler. Sämtliche Aufzeichnungen 1905–1924. 1980.
- mit Jürgen Rohwer (Hrsg.): Der Mord an den Juden im Zweiten Weltkrieg. Entschlussbildung und Verwirklichung. Deutsche Verlags-Anstalt, Stuttgart 1985, ISBN 3-421-06255-2.
- Hitlers Herrschaft. Vollzug einer Weltanschauung. 4. Auflage, DVA, Stuttgart 1999, ISBN 3-421-06254-4 (Erstausgabe Stuttgart 1986).
- mit Lea Rosh: Der Tod ist ein Meister aus Deutschland. Hoffmann und Campe, Hamburg 1990, ISBN 3-455-08358-7.
- Das deutsche Jahrhundert. Eine historische Bilanz. DVA, Stuttgart 1996, ISBN 3-421-05036-8; Fischer Taschenbuch, Frankfurt am Main 1999, ISBN 3-596-13944-9.
- Der Tisch der Dreizehn. Eine Geschichte. Steinkopf, Stuttgart 2009, DNB 992052572 (keine ISBN).

### Texte von Jäckel
- Vortrag: Die zweifache Vergangenheit
- Rezension: Die Reichsbahn und der Mord an den europäischen Juden

### Sekundärliteratur
- Eberhard Jäckel als entschiedener Unterstützer der Einzigartigkeitsthese des Holocausts. (Memento vom 25. März 2008 im Internet Archive)
- Bericht mit Bild (Memento vom 26. September 2007 im Internet Archive)
- Gegen die Gleichsetzung. Der Historiker äußert sich im Gespräch mit Harald Biskup über ein Berliner Denkmal für im Holocaust ermordete Roma und Sinti. In: ksta. 22. August 2002 (ksta.de).
- Lallaru Tschawu: Antwort auf Eberhard Jäckels Thesen (Kujau-Fälschungen ...)
- Universität Stuttgart trauert um Eberhard Jäckel, Pressemitteilung, Nr. 72 vom 18. August 2017.